# Abbaye de Sant'Antimo
L'abbaye de Sant'Antimo est une abbaye romane, située près de Montalcino (sur la frazione  Castelnuovo dell'Abate), en Toscane dans la province de Sienne (Italie).

## Localisation
L'Abbaye de Sant'Antimo est située au creux d'un paysage typiquement toscan de collines plantées d'oliviers et de cyprès au pied du village de Castelnuovo dell'Abate perché sur un des sommets environnants.

## Histoire
D'après la légende elle fut fondée par Charlemagne. On sait que le monastère existait déjà en l'an 813, car il est mentionné dans un acte de Louis Le Pieux. Toutefois l'abbaye atteint son apogée au XIIe siècle avec la construction de l'église de style cistercien bourguignon, peut-être à la suite de la donation du comte Bernardo en 1118. La construction de la grande église est attribuée au moine Azzo Dei Porcari, auquel est dédiée une inscription sur la façade : Egregiae fuit aucto previus aulae atque libens operis portavit pondera tanti.

## Description
Son campanile, à base carrée, est particulièrement visible dans le paysage, contrastant avec les rondeurs cylindriques de l'abside et des chapelles rayonnantes.
La toiture de l'église ayant été refaite sous le pontificat de Pie II (1458-64), la nef est couverte d'une charpente en bois ornée des croissants d'or du blason de la famille Piccolomini.
La nef est séparée de chacun des bas-côtés par deux séries de quatre travées à arc en plein cintre soutenues par des colonnes monolithes, les deux séries étant délimitées par un pilier cruciforme. Les bas-côtés sont couverts d'une voûte d’ogive et abritent diverses œuvres d'art, comme par exemple les fonts baptismaux en pierre, dans la première travée du bas-côté gauche, et la fresque du Christ en croix avec un saint évêque martyr, saint Sébastien et le commanditaire à genoux, dans la première travée du bas-côté droit.
Bien que la nef soit très dépouillée, les colonnes sont ornées de superbes chapiteaux. L'un d'eux, Daniel dans la fosse aux lions, est une œuvre attribuée au sculpteur français surnommé le Maître de Cabestany, qui a vécu dans la seconde moitié du XIIe siècle ; ici, dans un espace très réduit, l'artiste est parvenu à assembler et à sculpter toutes les scènes principales de cet épisode de la Bible, relaté au chapitre VI du Livre de Daniel.
La salle capitulaire est en ruine, et les bâtiments conventuels ont pratiquement disparu, mais chaque jour, trois offices et la messe y sont célébrés en grégorien par quelques moines augustins.
En 2008, des travaux de restauration sont toujours entrepris et un camp scout est établi sur les terres avoisinantes.

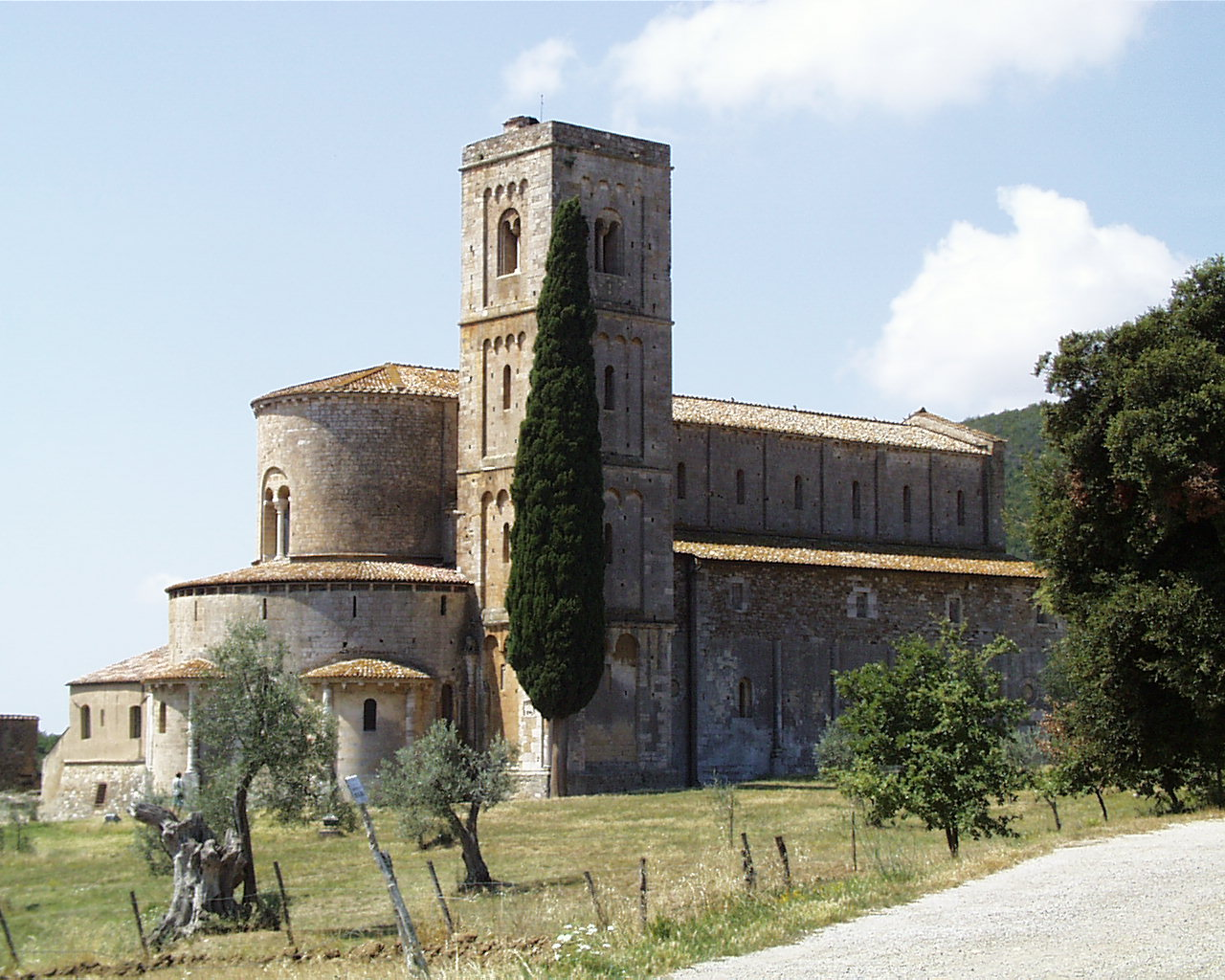
église abbatiale, extérieur.
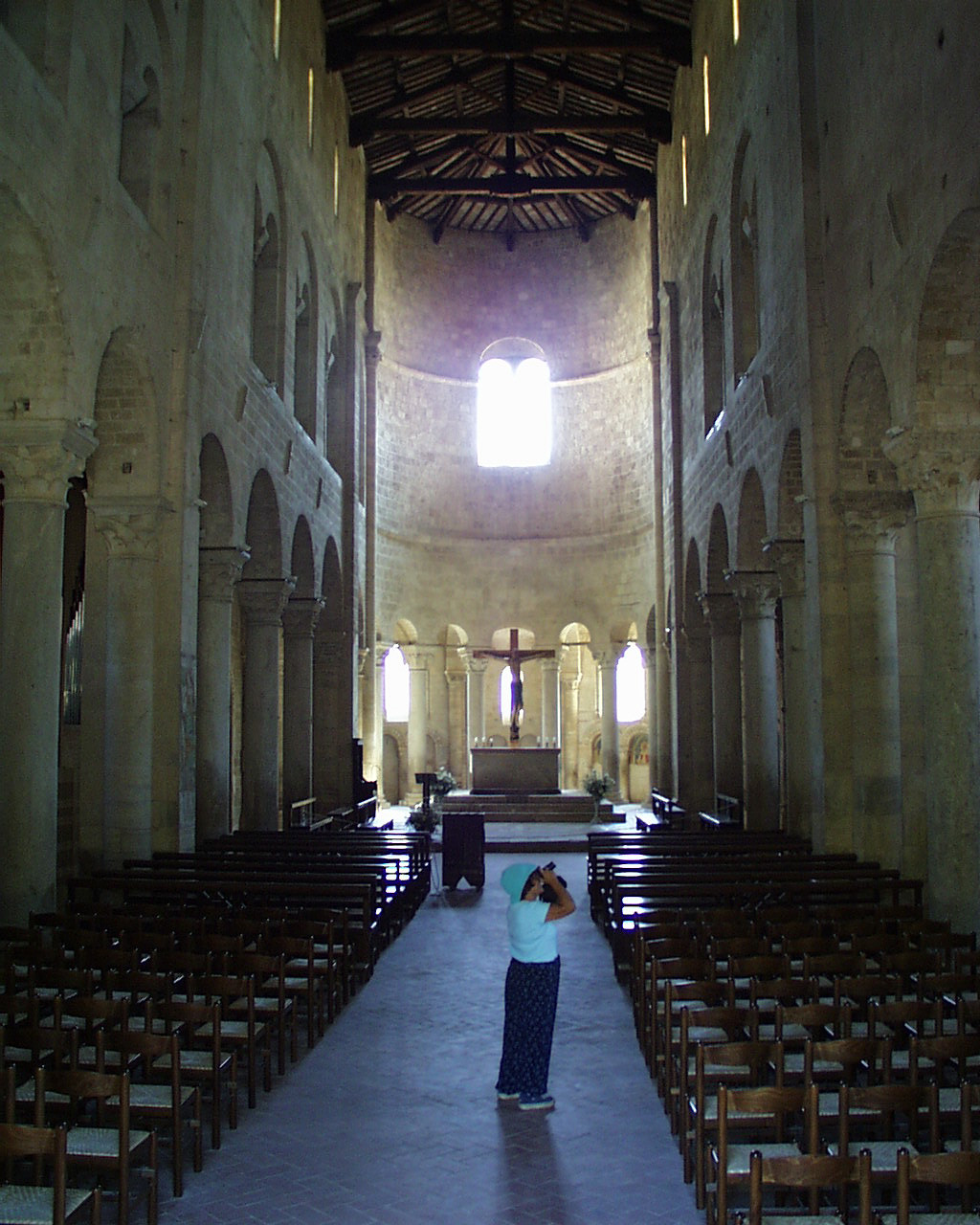
La nef de l'église abbatiale.
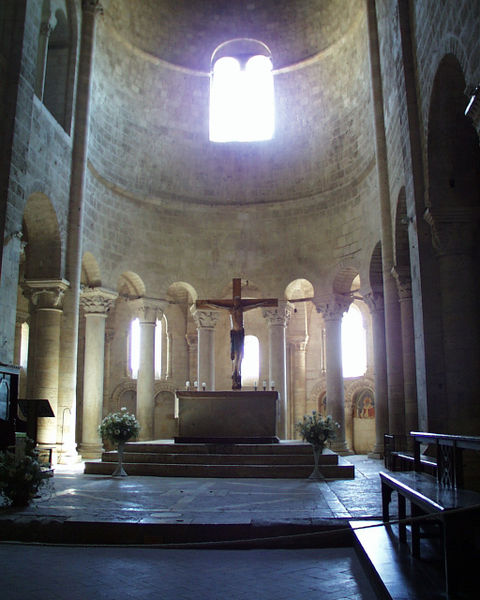
le chœur de l'église abbatiale.
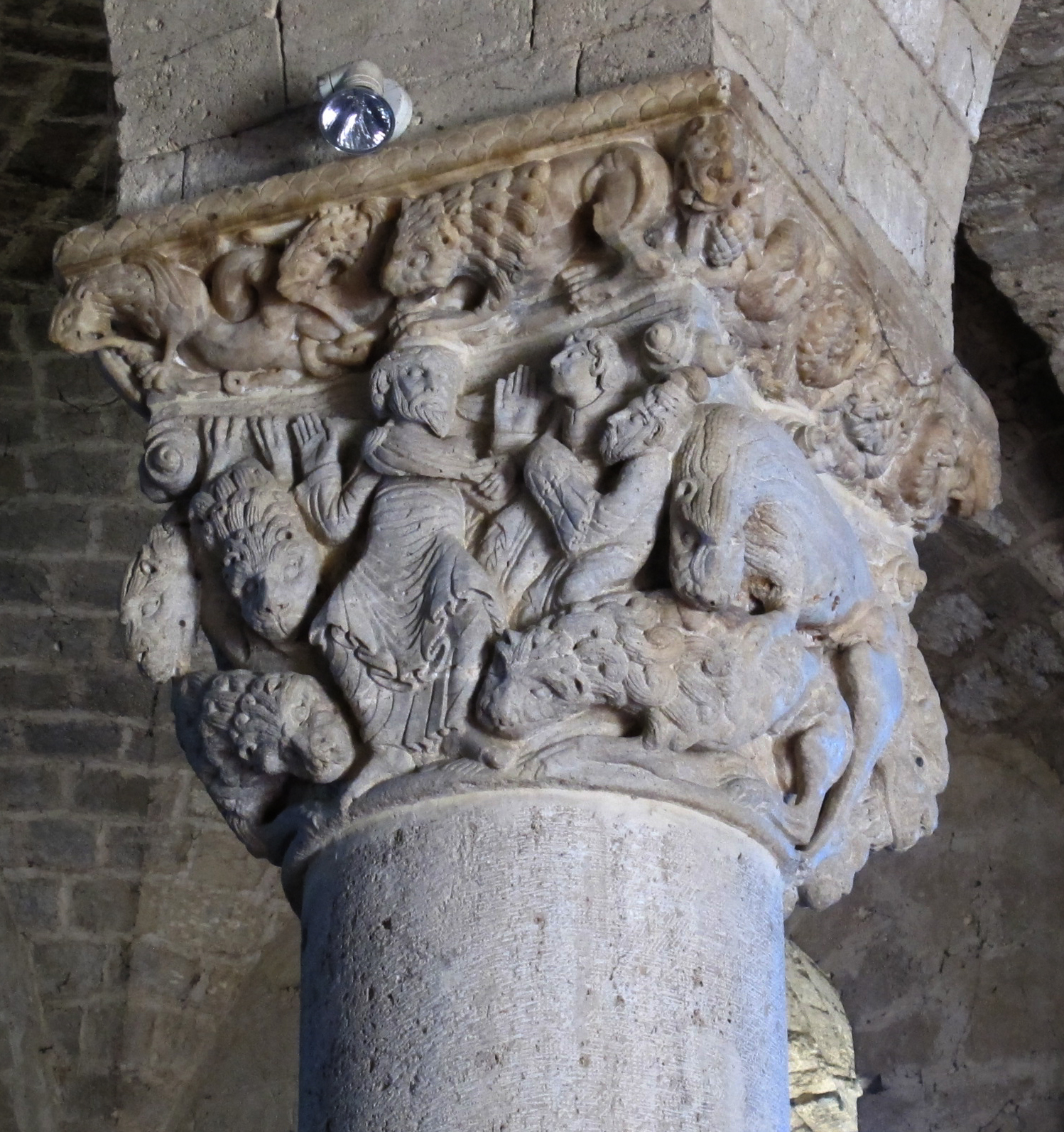
Daniel dans la fosse au lions.